# اورپک (اوهایو)
اورپک (به انگلیسی: Overpeck) یک منطقهٔ مسکونی در ایالات متحده آمریکا است که در شهرستان باتلر، اوهایو واقع شده‌است. اورپک ۱۹۳ متر بالاتر از سطح دریا واقع شده‌است.